# Homonoea pannosa
Homonoea pannosa là một loài bọ cánh cứng trong họ Cerambycidae.